# Magreet Moret
Magreta Femmy (Magreet) Moret-Wessels Boer (Ruinerwold, 14 juni 1939) is een Nederlands grootgrondbezitter. Moret heeft 1012 percelen grond in Drenthe, Friesland, Overijssel en Groningen met een oppervlakte van duizenden hectares in haar bezit (2.246 hectare in 2020). De Volkskrant maakte in 2020 een overzicht van grondbezitters, Magreta Wessels Boer staat in die lijst op nummer 37, als eerste particulier. Ze is daarmee de grootste particuliere grootgrondbezitter van Nederland.

## Biografie
Magreet Wessels Boer werd in 1939 in Ruinerwold geboren als dochter van Roelof Wessels Boer en van Geessien Pol. Zij was een kleindochter van Harm Pol, een grootgrondbezitter uit de Wijk. De overgrootvader trouwde in 1870 'een Eleveld', telg van een destijds vermogende familie. Na haar HBS-opleiding in Meppel koos zij voor een beroepsopleiding aan de land- en tuinbouwschool in Frederiksoord. Samen met haar moeder, die in 2000 overleed, erfde zij in 1972 het grondbezit van grootvader Pol. Daarmee verwierf zij een belangrijke stem in de ontwikkelingsplannen in het zuidelijk deel van de provincie Drenthe. Haar bezit is gelegen in vier provincies en is door vererving uit de nalatenschap van enkele vermogende Drentse families ontstaan. Wessels Boer wist in de loop der tijd haar bezit nog verder te vergroten onder meer door de aankoop van een natuurgebied nabij Beetsterzwaag in Friesland. Het grootste deel van haar grondbezit ligt in Drenthe, waar ze tussen de 800 en 900 percelen in eigendom heeft. In 2010 stond zij met een geschat vermogen van 62 miljoen euro op de 430e plaats in de Quote 500. Haar vermogen groeide in 2018 met 11,8 procent waarmee ze op plek 468 belandde. Het maandblad Quote schat haar vermogen op 85 miljoen euro. In 2017 had ze nog plek 454, maar werd haar vermogen op 76 miljoen euro geschat. Op 8 juli 2016 was ze slachtoffer van een roofoverval. Drie mannen overvielen de weduwe toen ze ’s avonds laat thuiskwam. Ze gingen met haar naar binnen en eisten geld. Ze werd vastgebonden, maar bleef ongedeerd. Hoeveel geld die avond werd buitgemaakt, is niet bekend geworden. Er is ook nooit een verdachte aangehouden.
De voormalige Drentse gedeputeerde en dijkgraaf van het waterschap Reest en Wieden, Marga Kool, heeft gewezen op de betekenis die de activiteiten van Wessels Boer sinds 1972 hebben gehad voor het behoud van cultuur-historische waardevolle zaken in het zuiden van Drenthe. In Echten en Ansen zijn met haar geld dorpshuizen gebouwd.
In 1968 trouwde Magreet Wessels Boer met Werner Moret. Haar echtgenoot overleed in 1995. Hij was wethouder voor de VVD in de gemeente de Wijk.
Wessels Boer woont in een boerderijcomplex in De Schiphorst, een buurtschap in de gemeente Meppel. 